# Оттепель (картина Васильева)
«О́ттепель» — пейзаж русского художника Фёдора Васильева (1850—1873), написанный в 1871 году. Принадлежит Государственной Третьяковской галерее (инв. 904). Размер — 53,5 × 107 см.
Картина была написана Васильевым в начале 1871 года. Весной того же года она была представлена на конкурсной выставке Общества поощрения художников и отмечена там первой премией. Вскоре после окончания работы над полотном его приобрёл Павел Третьяков.
Авторское повторение картины «Оттепель», заказанное великим князем Александром Александровичем (будущим императором Александром III), в 1872 году было послано на международную выставку в Лондон, где было высоко оценено британскими критиками, один из которых отмечал, что картина выполнена «с такой своеобразностью, что навряд ли кто не признает тут присутствия самого высокого таланта».
Много лет спустя искусствоведы отмечали смелый, новаторский характер этого пейзажа, открывшего «новые перспективы и новые возможности выразить идейную содержательность, минуя принятую систему жанрового повествования». Картина «Оттепель» — одно из самых известных произведений Фёдора Васильева, который умер от туберкулёза в возрасте 23 лет, через два с половиной года после её создания.

## История
Подготовительная работа над сюжетом и композицией будущей картины «Оттепель» была начата Фёдором Васильевым в 1870 году (в частности, один из этюдов к этой картине был датирован этим годом). Летние месяцы этого года художник провёл на Волге, написав по результатам поездки ряд полотен, включая «Вид на Волге. Барки» (ГРМ) и «Волжские лагуны» (ГТГ), а также картину «Берег Волги после грозы» (ГТГ), работа над которой растянулась до апреля 1871 года. По словам искусствоведа Фаины Мальцевой, «можно с уверенностью утверждать, что рождение „Оттепели“ было подготовлено поездкой на Волгу», поскольку, с одной стороны, жизнь среди крестьян обогатила художника впечатлениями, связанными с социальными вопросами, а с другой — работа над изображением приволжских ландшафтов открыла ему «своеобразие пейзажа с необозримыми далями».
Фёдор Васильев написал окончательный вариант картины «Оттепель» в начале 1871 года, в течение одного месяца. Весной 1871 года картина участвовала в конкурсной выставке Общества поощрения художников и получила там первую премию, причём соперничала она с полотном Алексея Саврасова «Печерский монастырь близ Нижнего Новгорода», которое в результате удостоилось второй премии. Картина «Оттепель» была приобретена Павлом Третьяковым ещё до начала выставки.
Великий князь Александр Александрович (будущий император Всероссийский Александр III) заказал Васильеву авторское повторение картины «Оттепель», работа над которым заняла у художника немногим более месяца. В письме от 5 апреля 1871 года Фёдор Васильев, извинившись перед Павлом Третьяковым за долгое молчание, сообщал ему: «Вы писали мне, что Вам неизвестно, начал ли я повторение картины, купленной Вами… Теперь же я могу Вас уведомить, что конкурс кончился 2 апреля и я взял картину. Надеюсь окончить ее повторение к последним числам апреля». В мае 1871 года работа над авторским повторением была завершена, и тогда же Васильев передал свой первый вариант картины Третьякову.
В том же 1871 году картина экспонировалась на выставке Московского общества любителей художеств (МОЛХ). В рецензии, опубликованной в номере «Московских ведомостей» за 28 октября 1871 года, особого внимания критика Владимира Чуйко (печатавшегося под псевдонимом В. В.) удостоились два представленных на этой выставке пейзажа — «Оттепель» Фёдора Васильева и «Грачи прилетели» Алексея Саврасова.

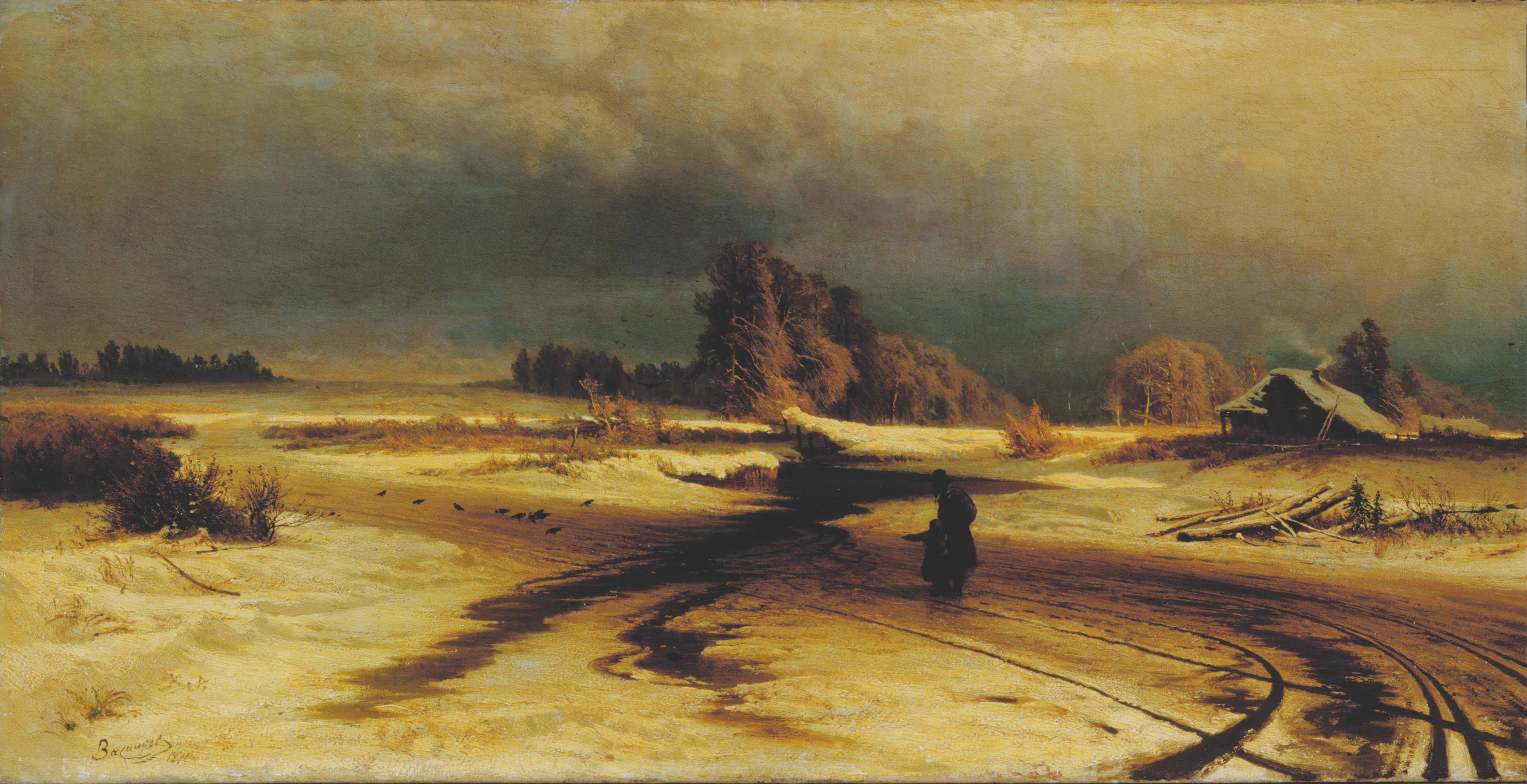
Оттепель (авторское повторение, 1871, холст, масло, 55.5 × 108.5 см, ГРМ)

После того как авторское повторение картины «Оттепель» было передано заказчику — Александру Александровичу, оно было помещено в Аничков дворец. В 1872 году эта авторская копия была послана на Лондонскую ежегодную международную выставку, где она была отмечена премией, а также получила хорошие отзывы в английской прессе. В частности, автор статьи, опубликованной 6 мая 1872 года в газете The Morning Post, выражал желание, чтобы Васильев приехал в Лондон и написал «лондонские улицы во время быстрой оттепели», поскольку «никто бы не написал их так, как он». Далее он писал: «Взгляните на его отличную картину „Оттепель“, на мокрую грязь, на серый, грязный и коричневый снег; заметьте колеи, текущую воду и общую слякоть и скажите, не он ли настоящий артист для этой задачи». В настоящее время второй авторский вариант картины «Оттепель» находится в Государственном Русском музее в Санкт-Петербурге (инв. Ж-4105), куда он поступил из Аничкова дворца в 1928 году.
Весной 1871 года у Фёдора Васильева случилась вспышка туберкулёза, и врачи настаивали на том, чтобы он уехал на лечение на юг. Вскоре после окончания работы над авторским повторением картины «Оттепель», 22 мая 1871 года, художник выехал из Петербурга в Харьковскую губернию, где остановился в имении Хотень, принадлежавшем Павлу Сергеевичу Строганову и его жене Анне Дмитриевне. 18 июля Фёдор Васильев выехал из Хотени в Крым, в Ялту, где и провёл последние два года своей жизни. Таким образом, картину «Оттепель» можно рассматривать в качестве рубежа, отделяющего петербургский период творчества художника от крымского.

## Описание

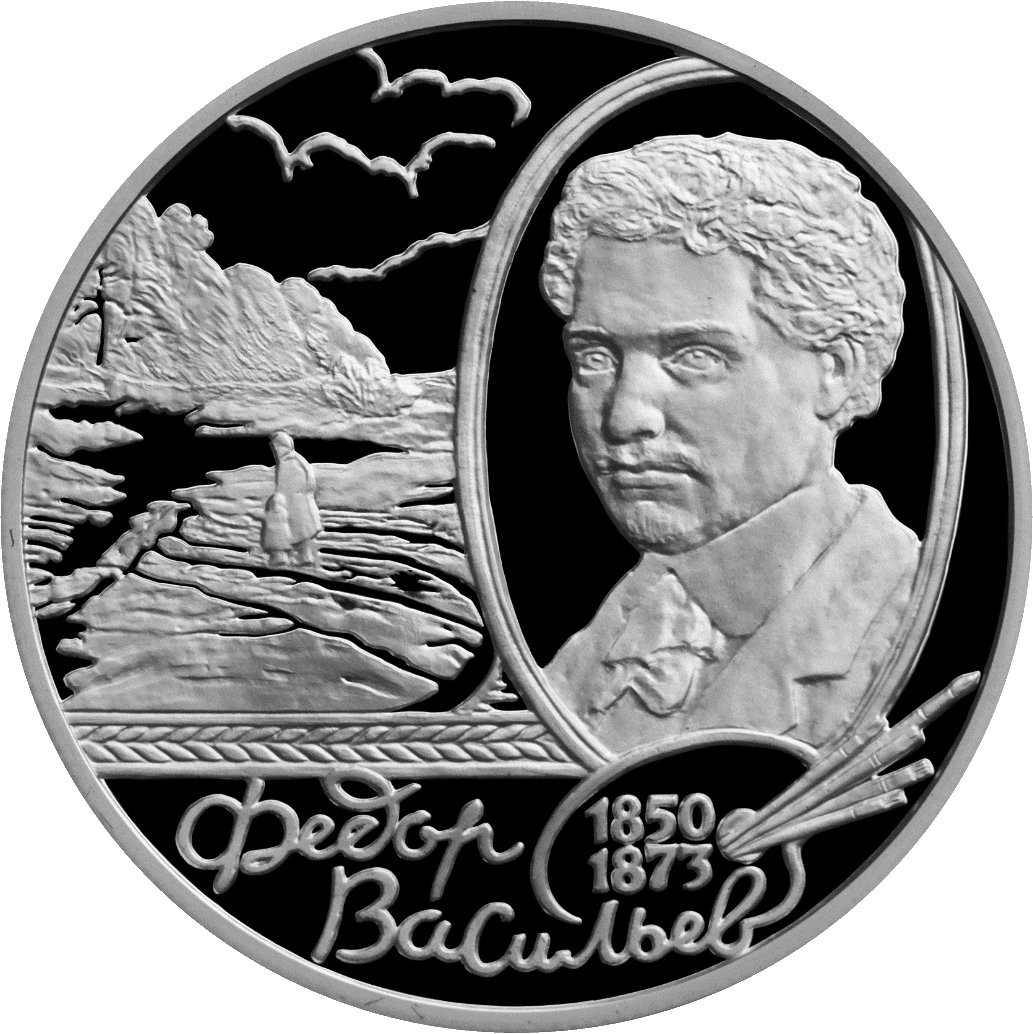
Монета Банка России к 150-летию со дня рождения Ф. А. Васильева с изображением фрагмента картины «Оттепель», 2 рубля, реверс

На картине изображён холодный, унылый пейзаж с размытой от растаявшего снега просёлочной дорогой, которую пересекает тёмная полоса талой воды. Оживляют пейзаж лишь птицы, изображённые в левой части картины, да фигурки путника и ребёнка, которые стоят у проталины на дороге. Унылость картины дополняют написанные на заднем плане обледенелые деревья и покосившаяся изба, крыша которой покрыта снегом. Ощущение безнадёжности, вызываемое видом этой распутицы, подчёркивается растянутым вширь форматом холста. Состояние переменчивой погоды и всеобщего уныния выражены «чутким мазком», который мастерски передаёт фактуру снега, следы полозьев и застилающую дали снежную пелену.
Чётко намеченную диагональ в композиции картины образует дорога, которая служит «центральным элементом пейзажного мотива» и в значительной степени определяет его смысловое содержание. Растянутый по горизонтали формат картины усиливает эффект, подчёркивающий протяжённость этой дороги. То, что рядом с путником находится ребёнок, не только не смягчает ощущение людского одиночества среди снежных просторов, а наоборот, дополняет его пониманием того, насколько тяжёл дальний путь по заснеженной равнине для маленького человека.
При написании картины Васильев отклонился от классической трёхплановой схемы, используемой в романтических пейзажах: на заднем плане отсутствует единая замыкающая плоскость (есть разрыв между тёмными группами деревьев), а пространство зрительно углублено с помощью объёмного изображения нависшей над равниной тучи.

## Эскизы и этюды
В Государственной Третьяковской галерее находится картина «Оттепель» (бумага на картоне, масло, 16 × 28,3 см, инв. 11029), также известная под названием «Зима». Считается, что она отражает первоначальный замысел картины «Оттепель» 1871 года. Этот пейзаж был приобретён художником и коллекционером Ильёй Остроуховым у петербургского антиквара И. Ф. Шёне и впоследствии стал частью созданного им частного музея. После смерти Остроухова, последовавшей в 1929 году, его музей был расформирован, а картина была передана в собрание Государственной Третьяковской галереи.
Известен ещё один этюд Фёдора Васильева с названием «Оттепель» (1870, холст, масло, 26 × 33 см), который находился в коллекции Козьмы Солдатёнкова, а затем в собрании Румянцевского музея. Согласно документам, после расформирования Румянцевского музея в 1924 году этот этюд был передан в Самарский музей, но по какой-то причине туда так и не поступил. Его местонахождение в настоящее время неизвестно.
К подготовительным материалам, послужившим основой для разработки темы будущей картины, искусствоведы также относят рисунок «Деревня. Распутица», или «Деревенский пейзаж» (1870, бумага, сепия, 17 × 28 см, инв. Р-170), находящийся в Пермской государственной художественной галерее.
Кроме этого, в Государственной Третьяковской галерее хранится одноимённый эскиз картины «Оттепель» (холст, масло, 21 × 43 см, инв. Ж-591), который был приобретён в 1969 году у московского коллекционера Н. А. Соколова.
|  |  |  |  |

## Отзывы и критика
Художник Иван Крамской, сравнивая «Оттепель» с появившимся двумя годами позже полотном «В Крымских горах», отмечал, насколько различны эти две картины и какой «страшилищной пропастью» отделены они друг от друга. В письме к Фёдору Васильеву от 28 февраля 1873 года он писал: «Картина „Оттепель“ такая горячая, сильная, дерзкая, с большим поэтическим содержанием и в то же время юная (не в смысле детства) и молодая, пробудившаяся к жизни, требующая себе право гражданства между другими, и хотя решительно новая, но имеющая корни где-то далеко, на что-то похожая и, я готов был бы сказать, заимствованная, если бы это была правда, но все-таки картина, которая в русском искусстве имеет вид задатка».
Искусствовед Алексей Фёдоров-Давыдов писал, что «Оттепель» — первая значительная работа Фёдора Васильева, которая «знаменует окончание ученичества и выход на самостоятельную творческую дорогу». Новизну этого художественного произведения он видел в том, что его «композиционная построенность, стаффажная насыщенность и сюжетная занимательность» направлены на «идейное истолкование русской природы, раскрытие её национального характера». Сравнивая «Оттепель» с появившейся в том же году картиной Саврасова «Грачи прилетели», Фёдоров-Давыдов отмечал лиричность обеих картин, но разницу между ними видел в том, что саврасовская лирика соответствует ясному и чёткому повествованию, в то время как васильевская «носит более общий, но вместе с тем и непосредственный характер, становясь содержанием картины».
Критик и музыковед Борис Асафьев (литературный псевдоним — Игорь Глебов) считал картину «Оттепель» одним из лучших образцов сочетания лиричности в изображении русской природы со строгой дисциплиной художника. По его словам, в этой картине «композицией управляет тема дороги, русский дальний путь, на бесконечности „протяжений“ которого миллионами людей передумано столько дум о жизни и смерти и где перестрадало столько сердец».
Обсуждая картину «Оттепель», искусствовед Фаина Мальцева писала, что она «поражает смелостью в выборе столь необычного пейзажного мотива со столь же смелым его художественным обобщением и всё проникающей тревожностью, как бы отнимающей у человека надежду на весеннее пробуждение природы и веру в её благостное участие». Отмечая мастерство художника в решении композиции картины, Мальцева писала, что этим полотном он «открывал для пейзажа новые перспективы и новые возможности выразить идейную содержательность, минуя принятую систему жанрового повествования».